# Sport-Gesundheitspark Berlin
Der Sport-Gesundheitspark Berlin e. V. (SGP) ist ein Berliner Verein, der sich auf Gesundheitssport, Sportmedizin und Betriebliches Gesundheitsmanagement spezialisiert hat. Mit über 7.700 Mitgliedern (Stand 31. Dezember 2024) ist er der sechstgrößte Sportverein in Berlin und zudem größter Anbieter im Bereich Gesundheitssport. Seit der Gründung 1988 als Modelleinrichtung für Gesundheitssport etablierten sich auch eine eigene sportmedizinische Abteilung sowie der Bereich Akademie und Betriebliches Gesundheitsmanagement. Ziel des Vereins ist es, die Gesundheit zu fördern, Krankheiten vorzubeugen sowie gesundes Sporttreiben und Bewegung selbstverständlicher zu machen.
Der Bereich Gesundheitssport besteht aus 31 Bewegungsangeboten (Stand 2025): Gesundheitstraining, Herzsport, Wassergymnastik, Medizinisches Krafttraining, Sporttherapeutisches Schlingentraining (SenTis – sensomotorische Tiefenstabilisierung), Rückentraining, Rückentherapie, Lungensport, Fidelio®  – Sport für übergewichtige Kinder und Jugendliche, Sporttherapie bei Depression (STEP), Post-COVID-Sport, Digitalsport, Osteoporose-Aktivprogramm, Ausdauertraining, Standardtanz, Gefäßsport, Hatha Yoga, Beckenbodentraining, Krebssport, Athletik-Training, Feldenkrais, Medizinisches Qigong, Mukoviszidose, Schlaganfall-Nachsorge, Pilates, Taiji Bailong Ball, Line Dance, Golfer Fitness, Parkinson-Training, Diabetessport, Gesund Abnehmen.
Hinzu kommt der Bereich Zentrum für Sportmedizin mit folgenden Gesundheits-Checks: Sport-Gesundheits-Check, Herz-Check, Rücken-Check, Stress-Check, Laufanalyse, Tauchmedizin, sportinternistische Vorsorgeuntersuchung, sportorthopädische Vorsorgeuntersuchung, Sport-Check für Kinder und Jugendliche sowie folgenden Leistungsdiagnostiken: Spiroergometrie, Lauf-Check, Rad-Check, Feldtest, Marathon-Check, Ruder-Check, Tennis-Check, Golf-Check sowie Handkurbelergometrie.

## Geschichte

### 1961–1987: Vorgeschichte

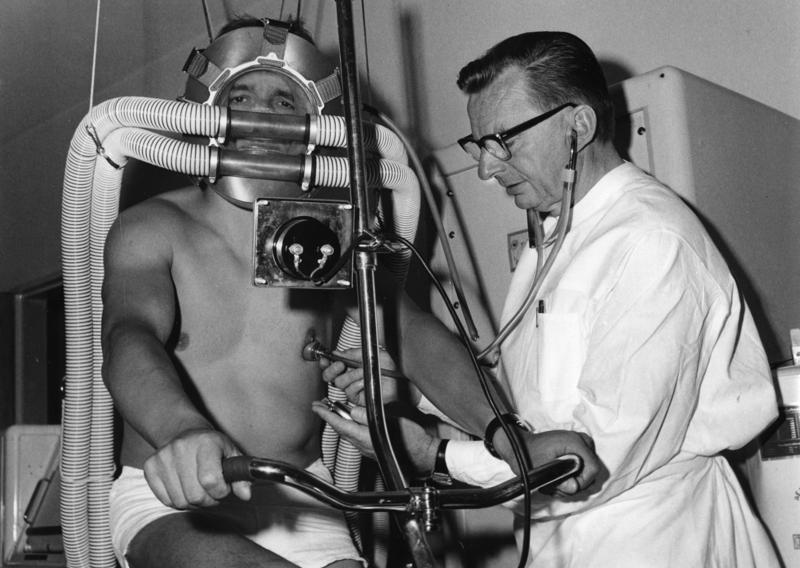
Harald Mellerowicz

Mit der Gründung des Instituts für Leistungsmedizin durch die Forschungsarbeitsgemeinschaft für Arbeit- und Sportmedizin e. V. im Jahr 1961 und die Erweiterung um das Landes-Leistungszentrum für Sportmedizin zwischen 1969 und 1971 begann in der Forckenbeckstraße die sportmedizinische Arbeit im Leistung- und Gesundheitssport unter der Leitung des Sportmediziners Harald Mellerowicz. Die wissenschaftlichen Forschungen des Instituts hatten auch damals schon einen Einfluss auf die Praxis: In der Forckenbeckstraße wurden einige der ersten Herzgruppen des Landes gegründet. An die Vorarbeiten des Instituts für Leistungsmedizin und das Landes-Leistungszentrum für Sportmedizin anknüpfend, folgte die Gründung der Modelleinrichtung des Sport-Gesundheitsparks e. V., dessen Vereinszweck und Hauptbetätigungsfeld der Gesundheitssport ist.

### 1988–1999: Gründungsjahre
Gründungsmitglieder des Vereins waren Folker Boldt als Vorsitzender, sein Stellvertreter Peter Hanisch, der Schatzmeister Herbert Dürrwächter, die Schriftführerin Ursula Fischer, daneben die Beiratsmitglieder Volkmar Feldt, M. de Groot, Clemens Ansprengen, Michael Gräfe, Rolfdieter Krause, Harald Mellerowicz, Horst Schmutzler, Roland Wolff, Friedrich Wilhelm Lohmann und Prof. Sack, Heide-Marie Zech, aber auch u. a. der Senator für Gesundheit und Soziales, der Senator für Schulwesen und Sport, der Landessportbund Berlin, die Ärztekammer Berlin, der Berliner Sportärztebund, die Forschungsgemeinschaft für Arbeits- und Sportmedizin (FAS) sowie die Arbeitsgemeinschaft für Kardiologische Prävention und Rehabilitation (AKPR).
Nach einer mehrjährigen Anschubfinanzierung der Senatsverwaltung für Gesundheit und Soziales trug sich der Verein mit 800 Mitgliedern im Jahr 1994 bereits selbst. Daher konnte noch im gleichen Jahr ein langfristiger Mietvertrag für das Gebäude in der Forckenbeckstraße geschlossen werden. 1996 begann dann die Sanierung des Vereinsgebäudes in Wilmersdorf – ein Millionenprojekt. Zwei Jahre später trainierten im fertig sanierten Gebäude 1.500 Mitglieder in 100 Trainingsgruppen.

### Seit 2000: Neue Standorte und Aufbau des Zentrum für Sportmedizin
Im Jahr 2000 erweiterte sich der Verein erstmalig. Mit dem Standort Wedding im Gebäude des Evangelischen Geriatriezentrums zählte der SGP nun 2000 Mitglieder.
Drei Jahre später eröffnete der Standort Zehlendorf im ehemaligen Oskar-Helene-Heim, wo mit Eröffnung auch das Landesinstitut für Sportmedizin übernommen wurde. Innerhalb des Vereins etablierte sich somit eine zweite Säule: das Zentrum für Sportmedizin. Der Sport-Gesundheitspark Berlin e. V. ist damit verantwortlich für die Betreuung der Berliner Spitzensportler, Breitensportler und des Nachwuchskaders. Zeitgleich entstand auch ein zweiter sportmedizinischer Standort im Sportforum in Hohenschönhausen. In der Forckenbeckstraße standen Veränderungen an. 2008 wurde der Bau an der Harald-Mellerowicz-Sporthalle beendet und bietet unter anderem dem Verein mehr Raum für Bewegung. Dadurch können 80 neue Trainingsgruppen gegründet und das Fidelio-Programm des Vereins ausgebaut werden, welches in der Folge vier Mal ausgezeichnet wurde.
2009 erschloss sich der Sport-Gesundheitspark Berlin e. V. neben dem Gesundheitssport und der Sportmedizin eine dritte Tätigkeitssäule: die Akademie und Betriebliche Gesundheit. In dem Bereich werden Gesundheitsthemen in zahlreichen Vorträgen, Fortbildungen und Veranstaltungen behandelt und zugänglich gemacht.
Für die in 2010 rund 5200 Mitglieder des Vereins wurde neben der bereits etablierten Sportmedizin im Sportforum in Hohenschönhausen ein vierter Trainingsstandort des Vereins ausgebaut. Auch in den folgenden Jahren wuchs der Verein um zahlreiche neue Mitglieder und verstärkte seine Aktivität im Bereich der Akademie, sowie die Zusammenarbeit mit den Hochschulen.
Im Jahr 2013, dem 25. Jubiläum des SGP, wurde nach langen Verhandlungen mit den Investoren ein Neubau für den Standort in Zehlendorf beschlossen. Dieser soll aber nur den Trainingsbereich umfassen, für die Sportmedizin muss ein neuer Standort gefunden werden. Daher wurde 2014 der jüngste Standort im Olympiapark eröffnet, der das Zentrum für Sportmedizin und die Geschäftsstelle des Vereins mit einem weiteren Trainingsbereich vereint.
2015 zog der Zehlendorfer Standort in das neue Gebäude in der Clayallee auf dem Gelände von „das eins“, auf dem sich zahlreiche Gesundheitseinrichtungen befinden.
Bei der ersten Delegiertenversammlung 2017 wurde der neue erweiterte Vorstand für den Sport-Gesundheitspark Berlin e. V. gewählt, der mittlerweile 6500 Mitglieder in 900 Trainingsgruppen betreut. Die Mitgliederzahl stieg weiter an, sodass zum 30. Jubiläum in 2018 insgesamt 6768 Mitglieder dem Verein beigetreten sind.
Im Jahr 2019 wurden im Zentrum für Sportmedizin über 5200 sportmedizinische Untersuchungen durchgeführt, die Mitgliederzahl im Bereich Gesundheitssport überstieg erstmalig die Grenze von 7000. Der Verein ist damit der größte Gesundheitssportanbieter in Berlin.
Harald Mellerowicz und seine Arbeit sind auch heute noch in der Forckenbeckstraße präsent, nicht nur durch seine einfließenden Erkenntnisse zum Gesundheitssport, sondern auch durch die nach ihm benannte Sporthalle.

## Standorte

### Sport-Gesundheitspark Berlin-Wilmersdorf
Der größte und gleichzeitig älteste Standort mit rund 3000 Mitgliedern befindet sich in der Forckenbeckstraße in Wilmersdorf. Dem Standort stehen mehrere Ergometrie-Räume, Kraft- und Gymnastikräume, ein kleines Bewegungsbad, eine Turnhalle sowie Räume in der Harald-Mellerowicz-Sporthalle zur Verfügung. Eine Besonderheit des Standortes ist die große Wiese, die als zusätzliche Trainingsfläche dient. Neben Sportgruppen im Herz- und Gesundheitssport bietet der Standort zahlreiche weitere Bewegungsangebote an. Hierzu zählen u. a. das Schlingentraining („SenTis“, Sensomotorische Tiefenstabilisierung), das Fidelio-Programm, die Rückentherapie sowie die Wassergymnastik im hausinternen Bewegungsbad.

### Sport-Gesundheitspark Berlin-Wedding
Der Standort im Wedding befindet sich im Gebäude des Evangelischen Geriatriezentrums Berlin. Gegründet wurde der Standort 2000 als erste Zweigstelle des Vereins. Mittlerweile sind über 1000 Mitglieder am Standort sportlich aktiv. Neben einem Kraft- und Ergometerraum gibt es eine lichtdurchflutete Gymnastikhalle. Herzstück des Standortes ist das Bewegungsbad mit zahlreichen Mitgliedergruppen im Bereich Wassergymnastik.

### Sport-Gesundheitspark Berlin-Zehlendorf
Den Zehlendorfer Standort gibt es seit 2003. Zwölf Jahre später bezieht der Standort ein neues Gebäude in unmittelbarer Umgebung auf dem Areal „das eins - alles für die Gesundheit“. Zuvor befand sich an dieser Stelle das bekannte Krankenhaus Oskar-Helene-Heim. Der zweitgrößte Standort zählt mittlerweile über 2500 Mitglieder und verfügt über moderne, helle Kraft-, Ergometer- und Gymnastikräume auf mehreren Etagen. Von den zahlreichen Bewegungsangeboten haben sich insbesondere Golfer-Fitness, Osteoporose-Aktivprogramm und Lungensport am Standort etabliert.

### Zentrum für Sportmedizin & Sport-Gesundheitspark Berlin-Hohenschönhausen
Der Standort Hohenschönhausen befindet sich neben dem Olympiastützpunkt im Sportforum Berlin. Nachdem 2003 das Zentrum für Sportmedizin eröffnet worden ist, startet der Gesundheitssport im Jahr 2010. Seit der Eröffnung ist die Mitgliederzahl auf ca. 400 Mitglieder angestiegen. Ergometrie-, Kraft- und Gymnastikräume können für unterschiedliche Bewegungsangebote genutzt werden. Ein Schwerpunkt der vergangenen Jahre lag auf der engen Verzahnung zwischen Wissenschaft und Praxis. So wurde am Standort Hohenschönhausen zwischen 2018 und 2021 die STEP.De-Studie (Sporttherapie bei Depression) durchgeführt.

### Zentrum für Sportmedizin & Sport-Gesundheitspark Berlin-Charlottenburg
Der jüngste Standort des Sport-Gesundheitspark Berlin e. V. wird 2014 im Charlottenburger Olympiapark eröffnet und ist gleichzeitig der Geschäftssitz des Vereins. Über 350 Mitglieder trainieren in indikationsspezifischen Gruppen in den modernen Trainingsräumen (Ergometer-, Kraft-, SenTis-,Gymnastikräume) am Standort. Außerdem werden hier Nachwuchs-, Leistungs- sowie Breitensportler im Zentrum für Sportmedizin untersucht. Die Räumlichkeiten werden außerdem für Akademie-Veranstaltungen genutzt.

## Gesundheitssport
Der Deutsche Olympische Sportbund (DOSB) definiert Gesundheitssport wie folgt: „Ein gesundheitsgerechtes Bewegungsverhalten wirkt der Entwicklung bestimmter Krankheitsbilder entgegen und stellt einen Schutzfaktor für die Gesundheit dar. Ziel des Gesundheitssports ist es, durch sportliche Aktivität die körperliche Funktions- und Leistungsfähigkeit zu erhalten und zu optimieren, das Wohlbefinden zu steigern, die Fähigkeit zur Selbstwahrnehmung und Selbsteinschätzung zu verbessern und Alterungsprozessen entgegen zu wirken, um dadurch die Gesundheit zu stabilisieren.“
Der Sport-Gesundheitspark Berlin e. V. ist mit rund 1000 Trainingsgruppen einer der größten qualitätsorientierten Gesundheitssport-Vereine Berlins. Die Mitglieder des Vereins können vielfältige Bewegungs- und Therapiemöglichkeiten wahrnehmen, die von Sportwissenschaftlern und -therapeuten entwickelt und betreut werden. Die Grundlage des Trainingsplanes bildet ein sportwissenschaftliches Eingangsgespräch sowie ggf. eine sportwissenschaftliche Testung, welche Beschwerden, Beeinträchtigen und Erkrankungen berücksichtigt. Im Folgenden wird eine Auswahl von Bewegungsgruppen näher vorgestellt.

### Herz-Kreislauf-Training
Die präventiven Trainingsangebote des Vereins bestehen unter anderem aus Gesundheitstraining und Wassergymnastik. Hierbei handelt es sich um ein Training zur Stärkung von Leistungsfähigkeit und Gesundheit.

#### Gesundheitstraining
Im Gesundheitstraining werden mit verschiedenen Kleingeräten Koordinations- und Gymnastikübungen durchgeführt, um gezielte Muskelgruppen anzusprechen und die Beweglichkeit zu fördern, aber auch die allgemeine Ausdauer zu trainieren. Gruppenspezifische Übungen fördern zudem die soziale Interaktion. Ein besonderer Fokus liegt hierbei auf folgenden Zielen:
- Verbesserung der Ausdauer und Beweglichkeit
- Kräftigung der Muskulatur
- Förderung psychosozialer Aspekte wie Motivation, Bewegungsfreude, Selbstwertgefühl und Körperbewusstsein

Eine intensivere Form bildet das Athletiktraining zur Stärkung von Leistungsfähigkeit und Gesundheit.

#### Wassergymnastik
Dieses Training ist insbesondere bei Übergewicht oder Gelenkbeschwerden geeignet. Durch den Auftrieb im Wasser sind die gezielten Bewegungen gelenkschonend. Auch Trainingsgeräte wie Aqua-Hanteln und Unterwassertrampoline kommen zum Einsatz. Folgende Trainingsziele werden hiermit verfolgt:
- Aktivierung des Herz-Kreislauf-Systems
- Kräftigung der gesamten Körpermuskulatur
- Verbesserung der Ausdauer, Beweglichkeit und Koordination
- Steigerung des Kalorienverbrauchs

### Training bei Erkrankungen
Der Sport-Gesundheitspark Berlin e. V. bietet verschiedene indikationsbezogene Trainingsangebote beim Vorliegen von Erkrankungen oder Beschwerden durch Folgen einer Erkrankung an.

#### Herzsport
Teilnehmer mit unterschiedlichen Herzerkrankungen trainieren regelmäßig ein- bis zweimal pro Woche. Zum Training gehören unter anderen Koordinations- und Gymnastikübungen sowie Ausdauer- und Krafttraining. Eine ärztliche Hintergrundpräsenz gewährleistet die Sicherheit des Trainings. In zahlreichen wissenschaftlichen Untersuchungen wurde der Wert des Herzsports bewiesen. So kommt es unter anderem zur:
- Reduzierung der Herzarbeit und damit Schonung des Herz-Kreislaufsystems
- Senkung erhöhter Blutdruck- sowie Blutfettwerte und des Blutzuckerspiegel
- Verringerung des Risikos eines erneuten Herzinfarkts
- Stärkung des Immunsystems
- Kräftigung des Stütz- und Bewegungssystems
- Steigerung des Selbstwert- und Körpergefühls sowie weniger Angstempfinden als psychologische Wirkungen

#### Lungensport
Dieses Trainingsangebot wurde für Teilnehmer mit Chronisch Obstruktiver Lungenerkrankung (COPD) entwickelt. In Kleingruppen, mit unterschiedlichen Leistungsniveaus, werden Gymnastik- und Atemübungen durchgeführt um die Atemhilfsmuskulatur und das Herz-Kreislaufsystem zu trainieren. Ein Fokus liegt auf dem Erlernen einer entspannten und ökonomischen Atemtechnik. Studien belegen die Wirksamkeit des Lungensports. So kann dieser unter anderem zu einer Zunahme der Ausdauerfähigkeit und Abnahme der Dyspnoe führen. Besonders relevant ist die regelmäßige Messung der Herzfrequenz und Sauerstoffsättigung.

#### Parkinson-Training
Das Parkinson-Training ist ein Trainingsangebot für Teilnehmer, die an Morbus Parkinson erkrankt sind. In Kleingruppen werden leichtes Krafttraining und Gleichgewichtsübungen, sowie Ausdauertraining im Ergometerraum angeboten. Ein besonderes Trainingsangebot ist die Parkinson-Tischtennisgruppe, bei dem sich durch die Konzentration auf das Spiel der häufig auftretende Tremor reduziert. Ebenso trainiert Tischtennis weitere relevante Aspekte, wie die Reaktionsfähigkeit und die seitliche Körpermuskultur. Ziele des Parkinson-Trainings sind:
- Steigerung der körperlichen Belastbarkeit
- Steigerung der Lebensqualität und des Wohlbefindens
- Verbesserung der aktiven Teilhabe im Alltag
- Verringerung der Abhängigkeit von anderen Menschen

#### Post-COVID-Sport
Nach einer überstandenen COVID-19-Erkrankung kann es zu vielfältigen Folgeerscheinungen und Beschwerden kommen, die oftmals sogar in Kombination auftreten. Eine moderate sportliche Betätigung kann in vielen Bereichen helfen, die Symptome zu bekämpfen und den Körper wieder stark und belastbar zu machen. Je nach Beschwerdebild werden die Betroffenen in unterschiedliche Trainingsgruppen eingegliedert, denn die Zielsetzungen variieren deutlich:
- Steigerung der allgemeinen Belastbarkeit
- Verbesserung der kardiopulmonalen Belastbarkeit sowie Beweglichkeit/Elastizität von Atmungs- und Atemhilfsorganen
- Muskelaufbau und Verbesserung der koordinativen Fähigkeiten
- Entspannung/Stoffwechselförderung der betroffenen Körperstrukturen

#### Krebssport
Den Beeinträchtigungen durch eine Erkrankung und auch durch deren Behandlung lässt sich dank medizinischen Fortschritts und weiterentwickelter Therapien gut begegnen. Zu nennen ist hier insbesondere die Bewegungstherapie, die die Lebensqualität der Betroffenen deutlich verbessern kann. Hier spielt Funktionsgymnastik sowie Kraft- und Ausdauertraining, das in Form von (Nordic) Walking auch im Freien stattfinden kann, eine wichtige Rolle. Mit Bewegung und Sport können folgende Ziele verfolgt werden:
- Verringerung der therapiebedingten Nebenwirkungen
- Steigerung der Belastbarkeit und der Leistungsfähigkeit
- Wiedergewinnung des Selbstwertgefühls

#### Osteoporose-Aktivprogramm
In Deutschland leiden etwa sieben Millionen Menschen, überwiegend Frauen ab 50 Jahren, an Osteoporose, dem sogenannten „Knochenschwund“. Neben Schmerzen und Bewegungseinschränkungen kann es im fortgeschrittenen Stadium selbst bei alltäglichen Bewegungen zu Brüchen der Wirbelkörper, des Oberschenkelhalses und der Handgelenke kommen. Regelmäßiges Krafttraining kann dem Knochenschwund entgegenwirken.  Eine Besonderheit stellt dabei das Training auf der elektronisch gesteuerten Vibrationswippe Galileo™ dar. Durch individuelle und abwechslungsreiche Übungen im Bereich Kraft, Ausdauer und Beweglichkeit sollen folgende Trainingsziele erreicht werden:
- Schmerzlinderung
- Erhaltung der Beweglichkeit
- Sturzprophylaxe
- Steigerung der Muskulatur und der Koordination

#### Sporttherapie bei Depression (STEP)
In wissenschaftlichen Studien konnte gezeigt werden, dass bei leichten und mittelschweren Depressionen Sporttherapie eine ähnliche Wirksamkeit wie eine psychotherapeutische oder medikamentöse Behandlung haben kann. Diese Erkenntnis lieferte auch die zwischen 2018 und 2021 im Sport-Gesundheitspark Berlin-Hohenschönhausen als Praxisstandort durchgeführte STEP.De-Studie. Aufgrund zahlreicher positiver Fallbeispiele wird die Sporttherapie bei Depression nach Ablauf der Studie als fortlaufendes Programm im Verein angeboten. Neben allgemeinen Zielen wie der Erfüllung der psychologischen Grundbedürfnisse (Kompetenzerleben, soziale Eingebundenheit, Autonomie) wird das Erreichen weiterer Ziele angestrebt, dazu zählen zum Beispiel:
- Stärkung des Wohlbefindens
- Erlernen spezifischer Methoden des Stressabbaus sowie Stresskontrolle
- Erleben von Freude an der Bewegung, Akzeptanz des eigenen Körpers
- Knüpfen von sozialen Beziehungen

#### Fidelio®
Fidelio ist ein Spiel- und Bewegungsangebot für Kinder und Jugendliche zwischen 6 und 18 Jahren, die von Übergewicht oder Adipositas bzw. orthopädischen Einschränkungen betroffen sind. Ausdauer, Koordination, Kraft und Beweglichkeit werden in vielseitigen und schnell wechselnden Spielen und Übungen trainiert und das eigene Körpergefühl wird geschult. Da die Kinder unter Gleichgesinnten trainieren, gibt es keinen Leistungsdruck. Im Fokus steht dabei, dass die Kinder und Jugendlichen die Freude und den Spaß an der Bewegung (zurück) erlangen und so langfristig und nachhaltig Bewegung in ihr Leben integrieren, zum Beispiel in anderen Sportvereinen. Die Verhaltensänderung zielt nicht nur auf physische Aktivität ab, sondern umfasst auch den Bereich der Ernährungsgewohnheiten. Durch gemeinsames Kochen und beratende Gespräche, auch mit den Eltern der betroffenen Kinder und Jugendlichen, sollen auch diese Rahmenbedingungen verbessert werden. Das Programm wurde vom Sport-Gesundheitspark Berlin e. V. entwickelt und wurde bereits mehrfach ausgezeichnet, unter anderem als „Stern des Sports“ im Jahr 2008.

### Training des Stütz- und Bewegungsapparates
Diese Bewegungsangebote zielen auf ein individuelles Training zum Muskelaufbau und zur Stabilisation des gesamten Stütz- und Bewegungsapparates (dazu gehören u. a. Muskeln, Gelenke, Knochen und Knorpel, Sehnen, Bänder, Faszien) ab. Sie werden präventiv eingesetzt, finden aber auch bei Vorliegen bestimmter orthopädischer Erkrankungen und Beschwerden, wie zum Beispiel Rheuma, Arthrose, Osteoporose oder Rückenbeschwerden Anwendung.

#### Medizinisches Krafttraining
Beim Medizinischen Krafttraining werden ein individueller Übungsplan an Krafttrainingsgeräten sowie spezielle gymnastische Übungen in Betreuung eines Trainers durchgeführt. Die Auswahl der Geräte und Übungen richtet sich nach den individuellen Beschwerden der Teilnehmenden, der Trainingsplan wird vorab nach einer Eingangsberatung erstellt. Ergänzt wird das Programm durch Ausdauertraining. Das Medizinische Krafttraining hat zum Ziel:
- Kräftigung der gesamten Körpermuskulatur mit besonderem Fokus auf die Stütz- und Rumpfmuskulatur
- Verbesserung der Beweglichkeit durch zusätzliche Gymnastikübungen
- gesteigerte Ausdauerleistung

#### Rückentraining
Das Rückentraining zielt auf einen Aufbau und Erhalt der Rumpfmuskelkraft und -beweglichkeit sowie auf die Verbesserung des Zusammenwirkens der wirbelsäulenstabilisierenden Muskulatur ab. Ein besonderes Augenmerk richten die Sportwissenschaftler (maskuline Form) auf die Aktivierung der Tiefenstabilisierung. Neben der Eingangsberatung findet eine Testung der Muskelkraft und Beweglichkeit statt, auf deren Basis ein Trainingsplan erstellt wird. Bei starken, chronischen Beschwerden kann dem Rückentraining die Rückentherapie vorangehen, bei der durch eine umfangreiche Diagnose die muskulären Defizite zunächst lokalisiert werden. Durch die individuellere Betreuung in sehr kleinen Gruppen kann sich der Sporttherapeut intensiv den Betroffenen widmen.

#### Schlingentraining (SenTis - sensomotorische Tiefenstabilisierung)
Ein Alleinstellungsmerkmal des Vereins ist das sogenannte SenTis-Training. SenTis steht für sensomotorische Tiefenstabilisierung. Hierbei wird mit Hilfe von Schlingen und Seilen, aber auch anderen Kleingeräten (Sisselkissen, Pezzibälle u. a.) eine kontrollierbare Instabilität hergestellt. Diese trainiert insbesondere die tiefliegende Muskulatur und kräftigt Rumpf, Hüfte, Schultern, Wirbelsäule sowie Knie und fördert so das Zusammenspiel des Zentralnervensystems mit verschiedenen Muskelgruppen. Durch die vielseitigen Übungen werden u. a.:
- Bewegungseinschränkungen verringert
- chronische Beschwerden und Schmerzen gelindert
- Kraft, Koordination und Stabilität gestärkt
- das Reaktionsvermögen gesteigert (Sturzprophylaxe)

#### Beckenbodentraining
Der menschliche Beckenboden besteht aus Bindegewebe und Muskeln. Er schützt und stützt die inneren Organe. Schweres Heben und Tragen, speziell bei Frauen die Schwangerschaft und Geburt sowie bei Männern urologische Eingriffe an der Prostata können den Beckenboden erheblich schwächen. Folgeerscheinungen wie Harninkontinenz können durch gezielte Übungen vorgebeugt oder gelindert werden. Im Rahmen des Beckenbodentrainings wird die betroffene Muskulatur gekräftigt. Das Beckenbodentraining enthält neben effektiver Beckenbodengymnastik ein innovatives Training auf der elektronisch gesteuerten Vibrationswippe Galileo™.

### Ausgleich und Entspannung

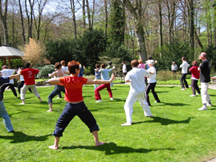
Qigong

Dauerhafter Stress kann Auslöser für zahlreiche Beschwerden sein und bis zur Arbeitsunfähigkeit führen. Um dem Körper und der Psyche einen Ausgleich zu geben, gibt es verschiedene Bewegungsformen. Diese sorgen für mehr innere Ruhe, wirken Verspannungen entgegen und können so Stress abbauen. Im Sport-Gesundheitspark Berlin e. V. gibt es unter anderem folgende Angebote im Bereich „Ausgleich und Entspannung“.

#### Medizinisches Qigong
Qigong ist ein System von energetischen Körper-, Atem- und Meditationsübungen, die unabhängig von Alter und körperlichen Voraussetzungen erlernt werden können. Die sanft fließenden, harmonischen Bewegungen sind für jeden geeignet, der offen ist für eine bewusste Körperwahrnehmung und neue Bewegungserfahrungen.
Die Ausübung von Qigong in kleinen Gruppen bietet Ruheinseln, in denen sich die Person ganz bewusst mit ihrem Körper und seinen inneren Abläufen auseinandersetzt, um körperliche und emotionale Spannungen abzubauen.
Qigong:
- dient der Erhaltung der Gesundheit und aktiviert die körpereigene Immunabwehr und unterstützt bestehende Therapien
- bringt innere Ruhe und Entspannung, fördert die Konzentrationsfähigkeit und erhöht die Belastbarkeit bei Stress
- wirkt regulativ auf alle Körperfunktionen

#### Feldenkrais
Der israelische Physiker Moshé Feldenkrais studierte die Zusammenhänge zwischen Bewegung, Wahrnehmung, Denken und Fühlen. Aus seinen Erkenntnissen entwickelte er eine Methode, die auf der natürlichen Lernfähigkeit des menschlichen Nervensystems basiert. Indem Selbstwahrnehmung, Körpergefühl und Bewegungsempfindung geschult werden, lernen die Feldenkrais-Praktizierenden ihre Gewohnheiten wahrzunehmen und zu verändern. Durch eine Verbesserung der Körperwahrnehmung sollen Bewegungsabläufe bewusst gemacht werden, um sie in Folge verändern zu können. Betroffene mit Erkrankungen, die auf jahrelange Fehlbelastung und auf Überbelastung zurückzuführen sind, sollen durch diesen Zugang erleichternde Körperhaltungen und Bewegungsabläufe erlernen.

## Sportmedizin
Als Sportmedizin bezeichnet man den Teilbereich innerhalb der Medizin, der sich mit der Interaktion von Sport und Gesundheit beschäftigt, sowie mit der Behandlung und Prophylaxe von mit sportlicher Betätigung assoziierten Erkrankungen.
Das Zentrum für Sportmedizin im Sport-Gesundheitspark Berlin e. V. ist ein lizenziertes Untersuchungszentrum des Deutschen Olympischen Sportbundes (DOSB) und des Landessportbundes Berlin (LSB). An den Standorten im Sportforum Hohenschönhausen und im Olympiapark Charlottenburg werden präventive und sportmedizinische Untersuchungs- und Beratungsangebote durchgeführt. Pro Jahr werden rund 5.000 Sporteinsteiger, Freizeit- und Spitzensportler unterschiedlichen Alters und Leistungsfähigkeit sportmedizinisch betreut.

### Gesundheits-Checks
Mit einem allgemeinen Sport-Gesundheitscheck können gesundheitliche Risiken wie motorische Einschränkungen, Lungenfunktionsstörungen oder Bluthochdruck aufgedeckt oder ausgeschlossen werden. Eine solche Untersuchung wird dann empfohlen, wenn sich Personen (wieder) sportlich betätigen wollen. Sie hilft, individuelle Leistungspotentiale zu ermitteln, um das Training gezielt danach ausrichten zu können. Weitere Gesundheitschecks legen den Fokus auf unterschiedliche Problembereiche, wie zum Beispiel Herz, Rücken oder Stress. Zudem kann im Zentrum für Sportmedizin eine Laufanalyse durchgeführt werden. Das Zentrum für Sportmedizin untersucht in einem Sport-Check auch Kinder und Jugendliche, die sich für die Aufnahme in einer Eliteschule des Sports in Berlin interessieren.

### Leistungs-Checks
Durch eine Leistungsdiagnostik erhält ein Sportler einen detaillierten Überblick über die aktuelle Ausdauerleistung, das Pulsverhalten sowie die Stärken und Schwächen im Training. Die Leistungsdiagnostik kann – je nach Sportart – auf dem Laufband, auf dem Fahrradergometer, auf dem Ruderergometer oder per Handkurbelergometrie durchgeführt werden. Eine komplette Diagnostik umfasst auch die direkte Messung der Atemgase (Spiroergometrie) und die Bestimmung der Laktat-Konzentration im Blut.
Mittels einer Spiroergometrie kann die Leistungsfähigkeit und Belastbarkeit bei Sportlern und Patienten beurteilt werden. Die wichtigsten Messgrößen betreffen die Atmung, das Herz-Kreislaufsystem und den Energiestoffwechsel. Ziel der Untersuchung ist eine Objektivierung der maximalen / submaximalen kardiopulmonalen Leistungsfähigkeit und die Erhebung von Daten zur Trainingssteuerung. Eine Beurteilung des Kohlenhydrat- und Fettstoffwechsels ermöglicht die Bestimmung des individuellen Energieträger-Mixes während einer Belastung. Mittels einer Messung in Ruhe kann darüber hinaus eine valide Hochrechnung des Grundumsatzes (Energiebedarf unter Ruhebedingungen) ermittelt werden. Deshalb gewinnt die Spirometrie auch zunehmend an Bedeutung für Programme im Bereich der Gewichtsreduktion. Darüber hinaus werden sportartspezifische Leistungsdiagnostiken (z. B. Lauf-Check, Feldtest, Golf- oder Tennis-Check) angeboten.

## Akademie und Betriebliche Gesundheit
Der Sport-Gesundheitspark Berlin e. V. betreibt neben dem Gesundheitssport und der Sportmedizin eine eigene Akademie mit den beiden Teilbereichen Betriebliche Gesundheit und Aus-/Fortbildung. Der Verein initiiert und unterstützt damit gesundheitsfördernde Maßnahmen durch Sport und Bewegung laut Satzung und Leitbild auch in Form von Vorträgen, Workshops, Gesundheitstagen und weiteren Veranstaltungen und anderen geeigneten Maßnahmen. Ziel ist die Ausbildung und Wissensvermittlung von Gesundheitsthemen. Betriebliche Gesundheit bzw. in diesem Kontext die Gesundheit aller Beteiligten ist die Basis für eine gute Arbeitsleistung. Gesundheit ist jedoch kein unveränderlicher Zustand, sondern das Ergebnis eines Prozesses, der in weiten Teilen beeinflusst und aktiv gestaltet werden kann - nicht ausschließlich im beruflichen Kontext, jedoch zu einem erheblichen Anteil. Verantwortliche benötigen somit einerseits die Gesundheit aller Arbeitskräfte als wichtige Leistungsvoraussetzung, beeinflussen diese anderseits aber auch durch die Arbeit und die Arbeitsbedingungen erheblich mit - im Positiven wie im Negativen. Maßnahmen der Betrieblichen Gesundheitsförderung (BGF) dienen dazu, die Gesundheit der Mitarbeiter gezielt zu erhalten und zu verbessern.
In diesem Zusammenhang kann der Verein Einrichtungen und Unternehmen in folgenden Bereichen unterstützen:
- Organisationsberatung und Analyse
- persönliche / individuelle Beratung & Unterstützung
- Moderation
- sport- und präventivmedizinische Untersuchungen
- Veranstaltungen

Der Verein organisiert regelmäßige Vorträge, Workshops, Kurse, Symposien etc. zu gesundheitsrelevanten Themen. Adressaten dieser Veranstaltungen sind u. a. Hochschulen, Ärzte und im medizinischen Bereich Tätige, Trainer, Lehrer, Unternehmen, Behörden, Verbände sowie allgemein an den Themen Interessierte.